# چوکووینه
چوکووینه (به صربی: Ćukovine) یک منطقهٔ مسکونی در صربستان است که در کوتسیوا واقع شده‌است.